# Catherine Kyobutungi
Catherine Kyobutungi (née en 1972) est une épidémiologiste ougandaise qui occupe actuellement le poste de directrice exécutive du Centre africain de recherche sur la population et la santé, et titulaire de la chaire Joep Lange. Elle a été élue à l'Académie africaine des sciences en 2018 . 

## Enfance et éducation
Kyobutungi est née en 1972 à Gulu en Ouganda. Elle a commencé ses cours de médecine à l'université Makerere en 1990. Après avoir obtenu son diplôme en 1996, elle a travaillé comme médecin à l'hôpital communautaire de Rushere (en). Kyobutungi est passée de la médecine clinique à la santé publique parce qu'elle pensait qu'elle pourrait sauver plus de vies en corrigeant le système de santé africain. Elle a obtenu une maîtrise en santé communautaire et un doctorat en épidémiologie de l'université de Heidelberg en 2002. Sa recherche doctorale était basée au Département d'hygiène tropicale et de santé publique sous la direction de Heiko Becher. En 2006, Kyobutungi a rejoint le Centre africain de recherche sur la population et la santé en tant que boursière postdoctorale, et a finalement été choisie comme chef du programme de recherche sur les défis et les systèmes. Après avoir obtenu son diplôme, Kyobutungi a commencé à enseigner à l'université des sciences et technologies de Mbarara. 

## Recherche et carrière
En octobre 2017, Kyobutungi a été nommée directrice de la recherche au Centre africain de recherche sur la population et la santé (APHRC),. À ce titre, elle a évalué les problèmes de santé (en) et de bien-être maternels en Afrique dans les villes,. Kyobutungi a cherché à renforcer la gouvernance dans les services de santé locaux, ainsi qu'à fournir une formation, des infrastructures et des équipements. Alors que les chercheurs africains dans ces centres de santé locaux peuvent générer de grandes quantités de données utiles sur la santé, ils n'ont souvent pas les capacités pour les analyser. Kyobutungi a décrit les données de recherche africaines inutilisées comme ressemblant à un hippopotame, « pour le moment, nous ne pouvons voir et accéder qu'à une très petite quantité - comme les oreilles d'un hippopotame dans l'eau - mais nous savons qu'il existe un énorme potentiel se trouvant juste sous la surface ».  
Elle a été nommée directrice exécutive de l'APHRC en 2017. Là, elle a examiné l'épidémiologie des maladies cardiovasculaires, la prévalence du diabète dans les communautés urbaines pauvres et les moyens de prévenir les maladies cardiovasculaires dans les bidonvilles de Nairobi,. Elle a été la première présidente de la Kenya Epidemiological Association. Kyobutungi a fait des efforts pour améliorer l'accès des filles à l'éducation, y compris le développement de ressources communautaires et de mentors formés.  

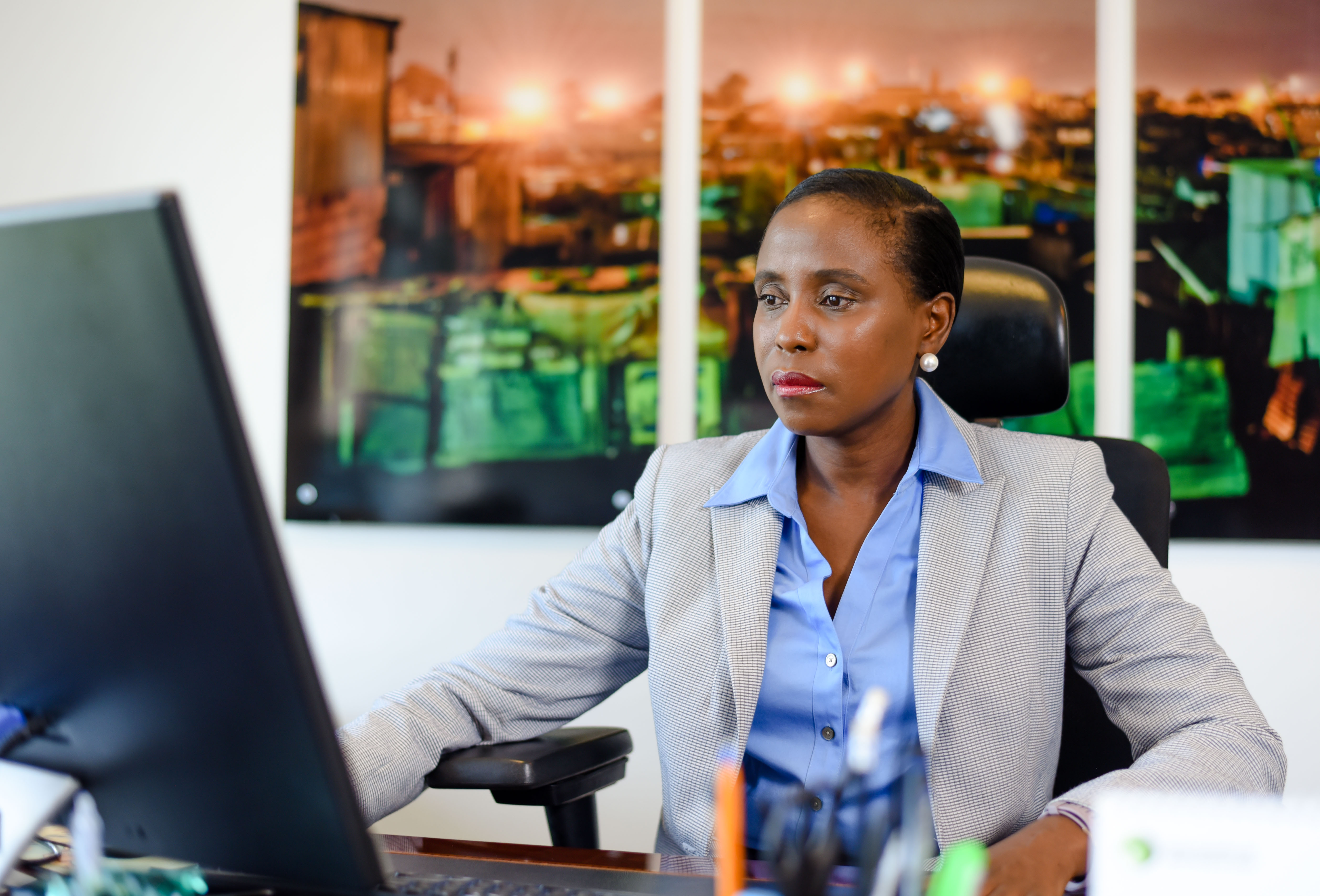
Catherine Kyobutungi.

En 2019, il est annoncé que Kyobutungi obtient la chaire Joep Lange, un poste dans lequel elle étudie les maladies non transmissibles dans les pays africains. Les maladies non transmissibles sont en augmentation dans les pays africains et les systèmes de santé actuels ne sont pas équipés pour traiter les populations qui en sont affectées. Jusqu'à présent, l'argent étranger et la formation se sont concentrés sur le VIH / sida, le paludisme et la tuberculose, ce qui signifie que les tests médicaux simples tels que la mesure de la pression artérielle sont souvent négligés. Kyobutungi a aidé les agents de santé à visiter les communautés locales avec des brassards de tensiomètre pour surveiller l'hypertension artérielle. Elle a constaté que pour encourager la participation des patients et des médecins, elle devait inclure une incitation économique, offrant 100 schillings pour chaque patient dépisté qui visite la clinique. Parallèlement à l'établissement d'un programme de recherche sur la gestion des maladies chroniques et les moyens de renforcer les systèmes de santé, Kyobutungi explore le rôle de la technologie numérique dans la connexion des patients avec leurs systèmes de santé. Elle a étudié l'influence de la Convention-cadre de l'OMS pour la lutte antitabac sur la législation antitabac en Afrique subsaharienne. 
Kyobutungi siège au conseil de l'université internationale des États-Unis en Afrique (en). Elle est également directrice du Consortium pour la formation à la recherche avancée en Afrique (Consortium for Advanced Research Training in Africa, CARTA), une organisation qui cherche à reconstruire et à renforcer les capacités des universités africaines,. Elle a été élue à l'Académie africaine des sciences en 2018,.  
Depuis 2019, Kyobutungi est membre de la Commission Lancet –SIGHT sur les sociétés pacifiques par la santé et l'égalité des genres, présidée par Tarja Halonen.  